# Zhang Junmai

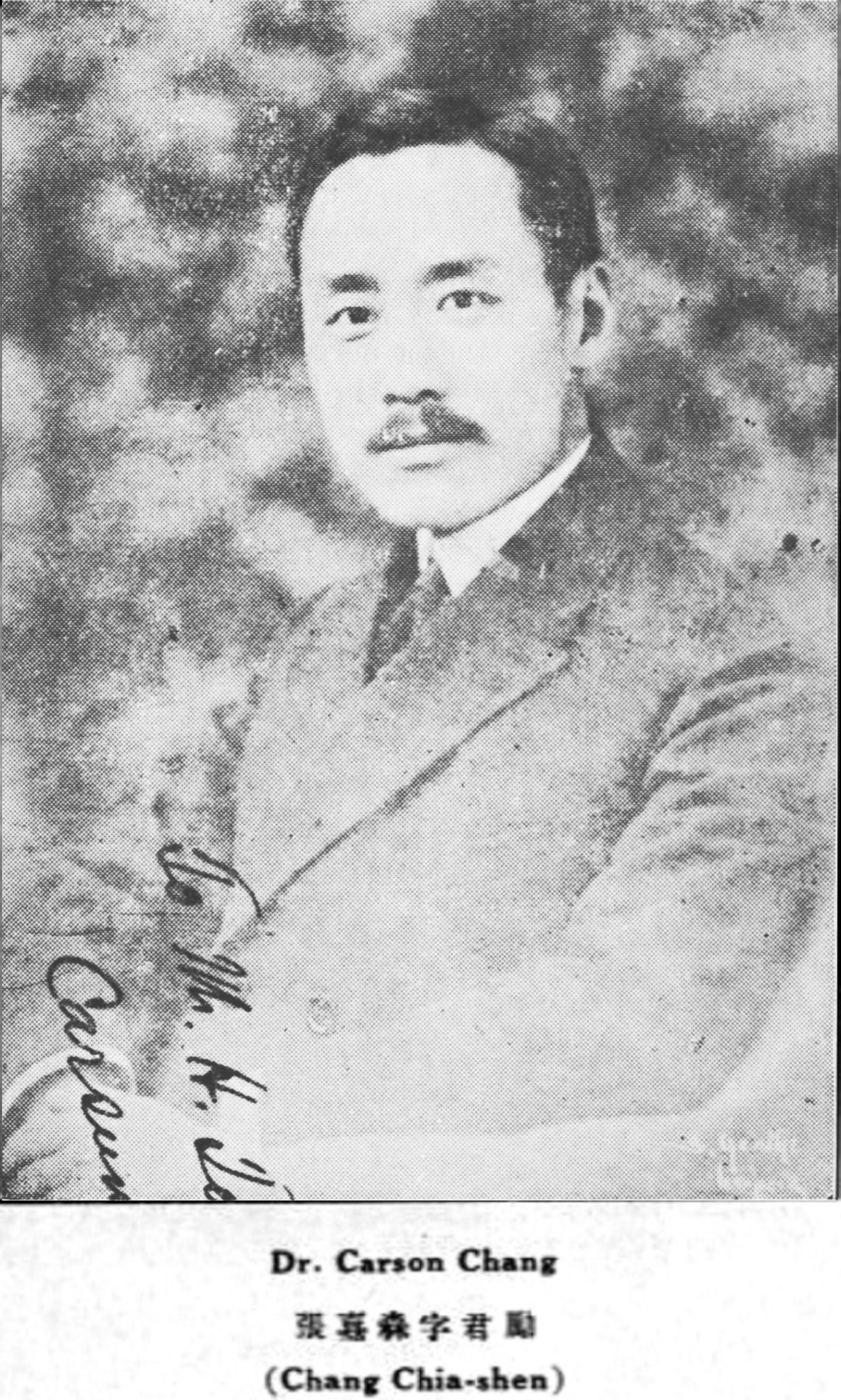
Zhang Junmai

Der sozialdemokratisch orientierte Jurist Zhang Junmai (chinesisch 張君勱 / 张君劢, Pinyin Zhāng Jūnmài, auch „Carsun Chang“, 1887–1969) galt als eine der profiliertesten politischen Persönlichkeiten der Republik China.

## Vita
Zhang studierte 1906 bis 1910 in Japan, 1913 bis 1916 nutzte er Studienaufenthalte in Deutschland und Großbritannien, 1919 bis 1921 in Frankreich und Deutschland und schließlich wieder von 1929 bis 1931 in Deutschland. Während seiner Auslandsaufenthalte beschäftigte er sich mit der britischen Labour Party und der Sozialdemokratischen Partei Deutschlands sowie mit der Weimarer Verfassung. Der zu den herausragenden „Neu-Konfuzianern“ zählende Zhang, die den Konfuzianismus im 20. Jahrhundert wiederbelebten (welcher vom Neokonfuzianismus der Song-Dynastie zu unterscheiden ist), war ursprünglich Gefolgsmann des Staatstheoretikers, Konstitutionalisten und früheren Monarchisten Liang Qichao. In seinem Werdegang wurde Zhang maßgeblich von Rudolf Eucken (1846–1926), Henri Bergson (1859–1941) und Hans Driesch beeinflusst. Als Gegner von Kapitalismus, Kommunismus und Gildensozialismus unterstützte er die Sozialisierung von Schlüsselindustrien und favorisierte eine gelenkte Volkswirtschaft, wie sie die SPD unter Philipp Scheidemann befürwortete. Immer stärker geriet er in Opposition zur Kuomintang, die ihn zeitweise verfolgte. Allerdings teilte er nach 1928 den Antikommunismus mit Chiang Kai-shek.
Nach der japanischen Invasion der Mandschurei 1931 rief Zhang die Gesellschaft der Wiedergeburt (Zaishengshe 再生社) ins Leben, aus der 1932 die Nationale Sozialistische Partei Chinas (中國國家社會黨) entstand, deren Vorsitz er übernahm. Nach dem Zweiten Weltkrieg gehörte Zhang Junmai zu den Vätern der Verfassung der Republik China von 1946. Seine Nationale Sozialistische Partei Chinas änderte in dieser Zeit ihren Namen in Sozialdemokratische Partei Chinas, da die Mitglieder angesichts der Erfahrungen mit der Nationalsozialistischen Deutschen Arbeiterpartei die Begriffe „guojia“ (national, staatsbildend) und „shehui“ (sozialistisch) nicht gemeinsam im Parteinamen führen wollten. Zeitgleich verließen linksorientierte Mitglieder die Partei, verblieben aber im Parteibündnis Demokratische Liga Chinas, dem die Nationale Sozialistische Partei Chinas zuvor angehört hatte und das wegen der Nähe zur Kommunistischen Partei Chinas verboten wurde. Zhangs neue Partei beteiligte sich mit eigenen Kandidaten zur Wahl der Nationalversammlung und des Legislativhofes, hatte aber nur mäßigen Erfolg. Während der Konstituierung der Nationalversammlung 1948, herrschte bereits Bürgerkrieg zwischen den Armeen der Kommunistischen Partei Chinas und der Republik China. Aus diesem Grund stimmte Zhang und seine Sozialdemokratische Partei Chinas den Sondergesetzen zur „Bekämpfung der kommunistischen Rebellion“ zu, welche Bürgerrechte einschränkten und die Mandate beider Parlamente bis zur Beendigung des Spannungszustandes einfrieren sollten. Mit der Ausrufung der Volksrepublik China und dem Rückzug der Staatsorgane nach Taiwan, verlegte auch die Sozialdemokratische Partei Chinas ihren Sitz auf die Insel. Zhang blieb dort nur kurz Parteivorsitzender. Da er mit der repressiven Politik Chiang Kai-sheks nicht einverstanden war, verließ er Taiwan und hielt sich fortan in den USA auf. Nur für einen kurzen Aufenthalt kehrte er 1962 zurück.

## Familie
Zhang Junmais Bruder war der Bankier und Politiker Zhang Jia´ao. Seine Schwester Zhang Youyi war Erzieherin und Bankierin sowie die Ehefrau des Literaten Xu Zhimo.

## Publikationen
- Chang, Carsun.  The Third Force in China. New York: Bookman Associates, 1952.
- Chang, Carsun. The Development of Neo-Confucian Thought. 2 vols. New York: Bookman Associates, 1957–1962.
- Chang, Carsun. Wang Yang-ming: Idealist philosopher of sixteenth-century China. Jamaica, NY: St.  John’s University Press, 1962.
- Chang, Carsun, and Rudolf Eucken. Das Lebensproblem in China und in Europa. Leipzig: Quelle & Meyer, 1922.
- Chang, Carsun, and Kalidas Nag.  China and Gandhian India. Calcutta: The Book Company, 1956.
- Zhang, Junmai et al. (1958). A Manifesto on the Reappraisal of Chinese Culture; Our Joint Understanding of the Sinological Study Relating to World Cultural Outlook.
- Zhang, Junmai. Guoxian yi (1921). In Xian Zheng zhi dao (Beijing: Qinghua daxue chubanshe, 2006a).
- Zhang, Junmai. Minzu fuxing de xueshu jichu (1935). Beijing: Zhongguo renmin daxue chubanshe, 2006b.
- Zhang, Junmai. Mingri zhi Zhongguo wenhua (1936). Beijing: Zhongguo renmin daxue chubanshe, 2006c.
- Zhang, Junmai. Li guo zhi dao (1938). In Xian Zheng zhi dao (Beijing: Qinghua daxue chubanshe, 2006d).
- Zhang, Junmai. Yili xue shi jiang gangyao (1955). Beijing: Zhongguo renmin daxue chubanshe, 2006.
- Zhang, Junmai. Bijiao Zhong Ri Yangming xue. Taibei: Taiwan shangwu yinshu guan, 1955.
- Zhang, Junmai. Bianzheng weiwu zhuyi bolun. Hong Kong: Youlian chubanshe, 1958.
- Zhang, Junmai. Zhongguo zhuanzhi junzhu zhengzhi pingyi. Taibei: Hongwen guan chubanshe, 1986.
- Zhang, Junmai. Rujia zhexue zhi fuxing. Beijing: Zhongguo renmin daxue chubanshe, 2006.
- Zhang, Junmai, and Wenxi Cheng. Zhong Xi Yin zhexue wenji. 2 vols. Taibei: Taiwan xuesheng shuju, 1970.
- Zhang, Junmai, and Huayuan Xue. Yijiusijiu nian yihou Zhang Junmai yanlun ji. Taibei : Daoxiang chubanshe, 1989.